# Joaquim Bohigas i Serramalera
Joaquim Bohigas i Serramalera (Manresa, 25 de gener de 1909- Mèxic, 20 d'octubre de 1995) , fou un jurista, president de l'Audiència de Girona i escriptor.

## Nota biogràfica
Començà estudis de medicina, però finalment seguint l'ofici del seu pare, es llicencià en Dret. Durant els seus estudis a la Universitat de Barcelona, fou president de la Unió d'Estudiants Catòlics i, també, de la Unió Catalana d'Estudiants. Posteriorment, deixant de banda el Dret, fou professor de literatura a l'Escola de Bibliotecàries. Va publicar alguns treballs sobre literatura i, també, escrits sobre temes jurídics.
Inicialment, milità a la Unió Socialista de Catalunya, però, més tard es decantà per Esquerra Republicana de Catalunya, Fet en què, segurament, hi influí la seva amistat amb Santiago Vivancos i Ferrés. Fou secretari del Centre Republicà d'ERC del districte VIII de Barcelona, que presidia Vivancos.
El 1935 entrà a formar part de la Lògia maçònica Themis, de marcat caràcter catalanista.
L'octubre de 1936, durant la Guerra Civil, fou nomenat president del Tribunal Popular de Girona (l'antiga Audiència Provincial), fins que el novembre de 1937 hagué d'incorporar-se a l'exèrcit. El Tribunal Popular va ser creat per la Generalitat de Catalunya quan era conseller de Justícia l'anarcosindicalista Andreu Nin, l'octubre del 1936. Deu dies després, Joaquim Bohigas va ser nomenat president d'aquest l'òrgan de Girona. Després dels Fets de Maig del 1937, que acaben amb l'hegemonia política i social de la CNT i del POUM, l'antiga Audiència de Girona, sota la presidència de Joaquim Bohigas es plantejà la revisió de totes aquelles causes en què, procedents del primitiu Tribunal Popular, s'escaigui fer una revisió.
S'havia casat amb Montserrat Bosch i Parga i al final de la Guerra Civil emprengué amb la seva família el camí de l'exili cap a França. Inicialment, residí a Montalban i després a Montpesat de Carcin. En terres franceses col·laborà en la Resistència fracesa contra els nazis. El mes d'agost del 1942 va ser informat per l'ambaixada mexicana que podia anar a aquest país. El 8 de setembre de 1942 embarcà rumb a Mèxic. On es reuní amb la seva família. Allà travà bona amistat amb Vicenç Riera Llorca i amb els redactors de Cuadernos Americanos la revista de referència de la Universidad Nacional Autónoma de México (UNAM) fundada el 1942 per un grup d'intel·lectuals i escriptors mexicans i espanyols exiliats.
A Mèxic entrà en el món de la indústria i va col·laborar, entre altres publicacions, a Pont Blau i Endavant. El 1948 fou concedida la nacionalitat mexicana.